# Осада Наварина (1825)
Осада Наварина — осада и взятие крепостей Пилоса (Наварино) турецко-египетскими войсками и флотом в 1825 году — одно из важнейших событий Освободительной войны Греции 1821—1829 годов.

## Предыстория
С 1821 по 1824 годы Османская империя пыталась безуспешно подавить Греческую революцию. В 1824 году турецкий султан был вынужден обратиться за помощью к своему номинальному вассалу Мохамеду Али (албанцу по происхождению), правителю Египта.
Мохамед Али, в отличие от султана, располагал современными армией и флотом, организованными наёмными европейскими, в основном французскими, бывшими наполеоновскими офицерами. Командование экспедицией было поручено мамелюку Ибрагиму, приёмному сыну Мохамеда Али, выкраденному турками в детстве христианскому (по одним данным греческому, по другим данным грузинскому) мальчику, согласно другим данным, его сыну от христианской женщины).
12 февраля 1825 года Ибрагим, воспользовавшись греческой междоусобицей, высадился беспрепятственно в городе Метони. 18 февраля Ибрагим снял осаду с крепости Корони, которую осаждали немногочисленные греческие повстанцы под командованием Ятракоса. Но ни Метони, ни Корони не располагали достаточно большими бухтами. Было очевидно, что для ведения войны и обеспечения базы флота и армии, будет необходима бухта близлежащего Пилоса.

## География
Город Пилос (носил также имя Наварин), на юго-западе полуострова Пелопоннес, естественная бухта которого известна с древности и отмечена многими историческими событиями. Бухта к западу закрыта от Ионического моря островом Сфактерия, вытянувшимся с севера на юг (здесь Клеон и его афиняне победили спартанцев в 425 году до н. э. (см. Битва на острове Сфактерия).
Остров был укреплён венецианцами в Средние века. Венецианцы построили также крепость на материке у северного мелководного пролива (Палео Кастро или Пальокастро — Старая Крепость), а с юга глубоководный пролив защищала с материка Нео Кастро или Ньокастро (Новая крепость), поскольку была полностью перестроена турками после сражения при Лепанто.

## Креммиди
Повстанцы заняли позиции в Креммиди, в двух часах от Метони, чтобы помешать Ибрагиму подойти к Ньокастро с юга. Ибрагим атаковал сначала, силами одного батальона, стоящего особняком Каратассоса с его македонянами. Хотя у последнего было всего 300 бойцов, Каратассос отбил атаку и пошёл в контратаку. Египтяне оставили на поле боя около 100 ружей.
Первый успех вселил уверенность. 6 апреля в лагерь прибыл Маврокордатос, греческий лагерь образовал полумесяц: правый фланг в селе Креммиди удерживали Караискакис и Дзавелас. Левый фланг держали Костас Боцарис со своими сулиотами и Хадзихристос со своими болгарами и сербами. Центр занимал далёкий от войны на суше, но назначенный ПМ, идриотом, Кунтуриоти по политическим соображения командующим капитан Скуртис, с островитянами с островов Идра и Спеце. На флангах горцы, как всегда, стали готовить бастионы, но Скуртис ответил на совет горцев: «Наши груди — наши бастионы».
7 апреля Ибрагим выступил с 3400 солдат, шедшими в европейском порядке; ему противостояли 3250 повстанцев. Силы были равными. Турки пошли в атаку. Фланги греческого лагеря отбивают атаку, но в центре сразу образуется брешь. Сам капитан Скуртис попал бы в плен если бы его не спас мужественный критянин Козонис. Сулиоты ринулись закрыть брешь, образовавшуюся после бегства Скуртиса и его островитян, но в тыл им вышла кавалерия Ибрагима. Сулиоты были окружены. Им не оставалось ничего другого, как сдаться или прорываться. Сулиоты в рукопашном бою прорываются, но оставляют на поле боя 500 человек убитыми.
Это было самое большое поражение повстанцев, с начала Греческой революции. Более того: в результате этого поражения и как следствие предыдущих политических интриг и бездарного руководства, большинство повстанцев из Средней Греции вернулись на родину.

## Подготовка
В ожидании флота Ибрагима на Сфактерию или Хелонаки (по греч. черепашка), как тогда именовался из-за своей формы этот островок, высадились около 1 тысячи греческих повстанцев, под командованием уже старого Анагностараса, одного из первых апостолов Филики Этерия, который в этот момент нёс громкий титул военного министра, идриота Сахиниса и итальянского филэллина Санторре ди Санта Роса. Для моральной поддержки прибыл и Маврокордатос, генеральный секретарь правительства и негласный правитель, которому снились военные лавры. Наконец адмирал Миаулис Андреас-Вокос оставил в бухте пять кораблей, под командованием адмирала Анастасиоса Цамадоса. К ним примкнул и собственный корабль Цамадоса, бриг «Арес» гружённый боеприпасами и снабжением для несостоявшейся экспедиции в Патры. Но греческий флот не мог противостоять армаде Ибрагима и держался на расстоянии, выискивая момент для атаки.
20 апреля армада Ибрагима встала у Метони и высадила остаток сил и снабжение.

## Крепости
После своей победы при Креммиди, Ибрагим с юга уже осаждал Ньокастро, который усилили своими отрядами братья Иоаннис и Георгиос Мавромихалисы. 14 марта Иоаннис Мавромихалис был тяжело ранен и скончался через восемь дней.
В северную крепость Пальокастро прибыл для усиления отряд румелиотов (жителей Средней Греции), под командованием Макрияннис. Но Ньокастро, находившийся под бомбёжкой французских артиллеристов, запросил Макриянниса к себе и тот с 150 бойцами перебрался туда.

## Сфактерия

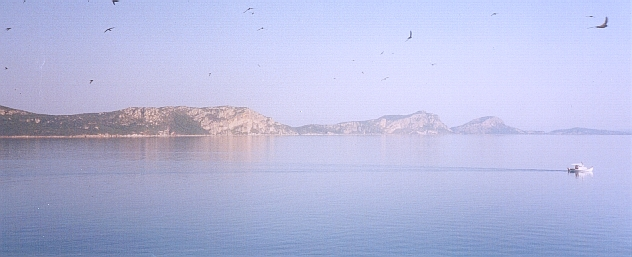
Sfakteria

26 апреля в 8:30, при благоприятном ветре, две эскадры турецко-египетского флота, насчитывающего 97 кораблей, подошли к внешнему рейду. Задачей первой эскадры было противостоять возможному вмешательству греческого флота.
Вторая эскадра насчитывающая 57 кораблей, включая 4 фрегата и 3 больших корвета, направилась к Сфактерии. Адмирал Цамадос и около 100 моряков и офицеров высадились на Сфактерии с целью усилить южную батарею в ведении ею и батареей Ньокастро перекрёстного огня.
В 10:00 турецкие суда начали обстрел всеми своими 700 пушками. В 11:00 50 фелюг с десантом, под командованием Сулейман Бея (то есть французского полковника де Шеф) направляются к острову.
Под давлением турецкого флота и десанта, разношёрстные защитники острова начали отступать. Старик Анагностарас держит оборону у входа в одну из пещер, пока не получил ранение ядром в ногу. Его пытаются спасти, но он не в состоянии двигаться и грузен. Турки убивают его штыками и отсекают ему голову, поскольку по одежде решили что он знатное лицо.
Адмирал Цамадос, капитан Ставрос Сахинис и граф Сантароса держат оборону в течение часа а затем пытаются прорваться и добраться к греческим кораблям. Все трое погибли при прорыве.
Наконец, румелиот Кирцалис, последний защитник острова, обороняясь один в церквушке, где находился пороховой погреб, взрывает погреб, себя и окружающих его турок.
Немногим из греков, пытавшихся вплавь перебраться к Ньокастро, удалось выжить. Больше повезло тем, кто перебрался через северный проход. При поддержке гарнизона им удалось укрыться в Пальокастро. В этом сражении греки потеряли 350 человек убитыми и 200 пленными.

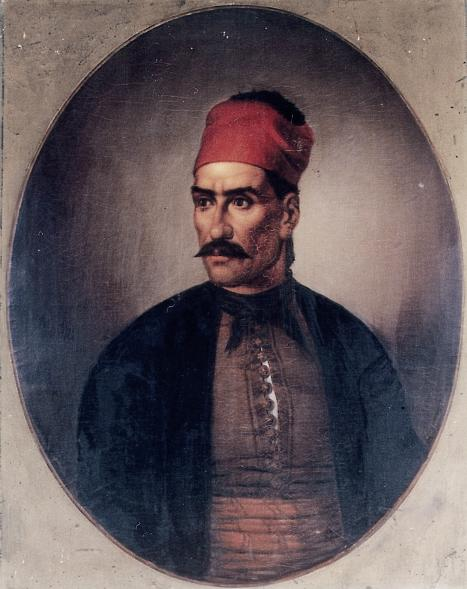
Анастасиос Цамадос

## Корабли
Видя исход сражения на Сфактерии, греческие корабли (6) стали выходить из бухты. Всем удалось уйти. Последним прорвался с боем, через строй всего турко-египетского флота, бриг «Арес», написав одну из славных страниц в истории греческого флота.

## Пальокастро
Крепость Пальокастро прикрывала с материка северный, мелководный, выход из бухты Пилоса. Осаждённые в крепости греческие повстанцы оставались без боеприпасов и провианта. Был послан гонец, который влавь выбрался на берег и добрался до Филиатра. По просьбе осаждённых, Ятракос собрал около 500 человек и подошёл к крепости ночью. По согласованному выстрелу, осаждённые стали прорываться. Но прорваться удалось примерно сотне бойцов. Убитых и пленённых было около 400. Среди попавших в плен оказался и белградский болгарин Хадзихристос.
Оставшиеся 1525 бойцов отбили ещё одну атаку турок, что вынудило Ибрагима, не желавшего простаивать у крепости, начать переговоры. Клятвами были закреплены условия беспрепятственного выхода осаждённых: сдача оружия и ценностей. Уходя из крепости, осаждённые прошли между двумя линиями турок, держащих оголёнными свои сабли и ятаганы, как знак повиновения повстанцев.
30 апреля, в день когда сдалась крепость Пальокастро, греческий флот написал ещё одну славную страницу в своей истории (см Рейд на Метони).

## Ньокастро

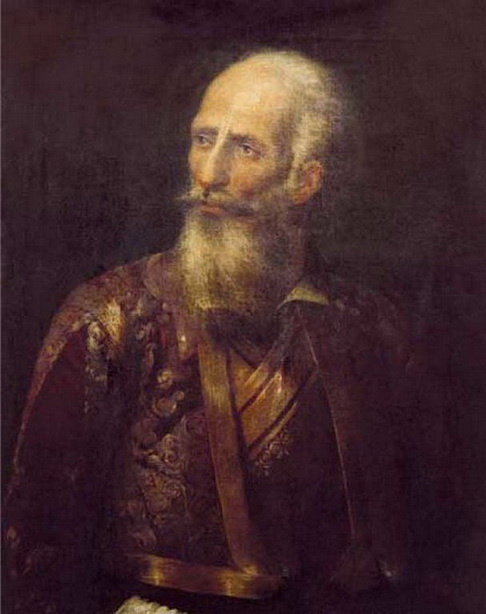
O stratigos Ioannis Makrigiannis

После сдачи Пальокастро, начался обстрел Ньокастро с моря и с суши. Одновременно Ибрагим начал переговоры. Но греческие условия (уход с оружием в руках, на европейских судах) не были приняты. Обстрел возобновляется и на следующий день Ибрагим посылает пленных — епископа, Хадзихристос и своего Сулейман Бея (то есть французского полковника де Шеф) убедить осаждённых сдаться. Осаждённые отказываются в очередной раз. Ибрагим даёт команду своему флоту войти в южный проход.
Туркам сразу повезло: после первых залпов взлетела на воздух береговая батарея. Уже без риска быть обстрелянными, фрегаты четвёрками проходят у крепости и расстреливают её. «Крепость стала решетом». Среди осаждённых образовалось два лагеря: сторонников продолжения обороны и тех, кто предпочитали либо сдаться либо прорываться. Был послан Макрияннис на переговоры к Ибрагиму. Удивительным образом переговоры почти тем же текстом отражены в мемуарах Макриянниса и в Истории Греческой революции английского филэллина и историка Томаса Гордона, изданной в Лондоне в 1832 году.
В результате переговоров были зафрахтованы 5 кораблей (3 английских, 1 французский и 1 австрийский). Фрахт был оплачен Ибрагимом. Осаждённые ушли на кораблях. Ибрагим оставил заложниками Пан. Ятракос и Георгия Мавромихалис, которых хотел обменять на двух пашей, пленённых греками при взятии крепости Нафплион.
Однако, при посадке осаждённых на корабли, турки незаметно выкрали одного за другим 63 повстанцев. Все 63 были принесены в жертву («курбан») при входе турок в Ньокастро.

## Последствия
Ибрагим взял крепости Пилоса, закрепился на юго-западе Пелопоннеса и готовился к походу в центр полуострова, к Триполи, чтобы нанести последний (как он полагал) смертельный удар революции. Дорога была открыта.
20 мая, сразу по выходе из Пилоса, на его пути в Маньяки встал Папафлессас. «Леонидово сражение», которое дал Папафлессас (Битва при Маньяки), лишили Ибрагима и его европейских советников их первоначальных иллюзий, что им удастся легко и быстро добиться того, что не удалось туркам и албанцам в течение четырёх лет — усмирить восставшую Грецию.